# Ngựa Trakehner

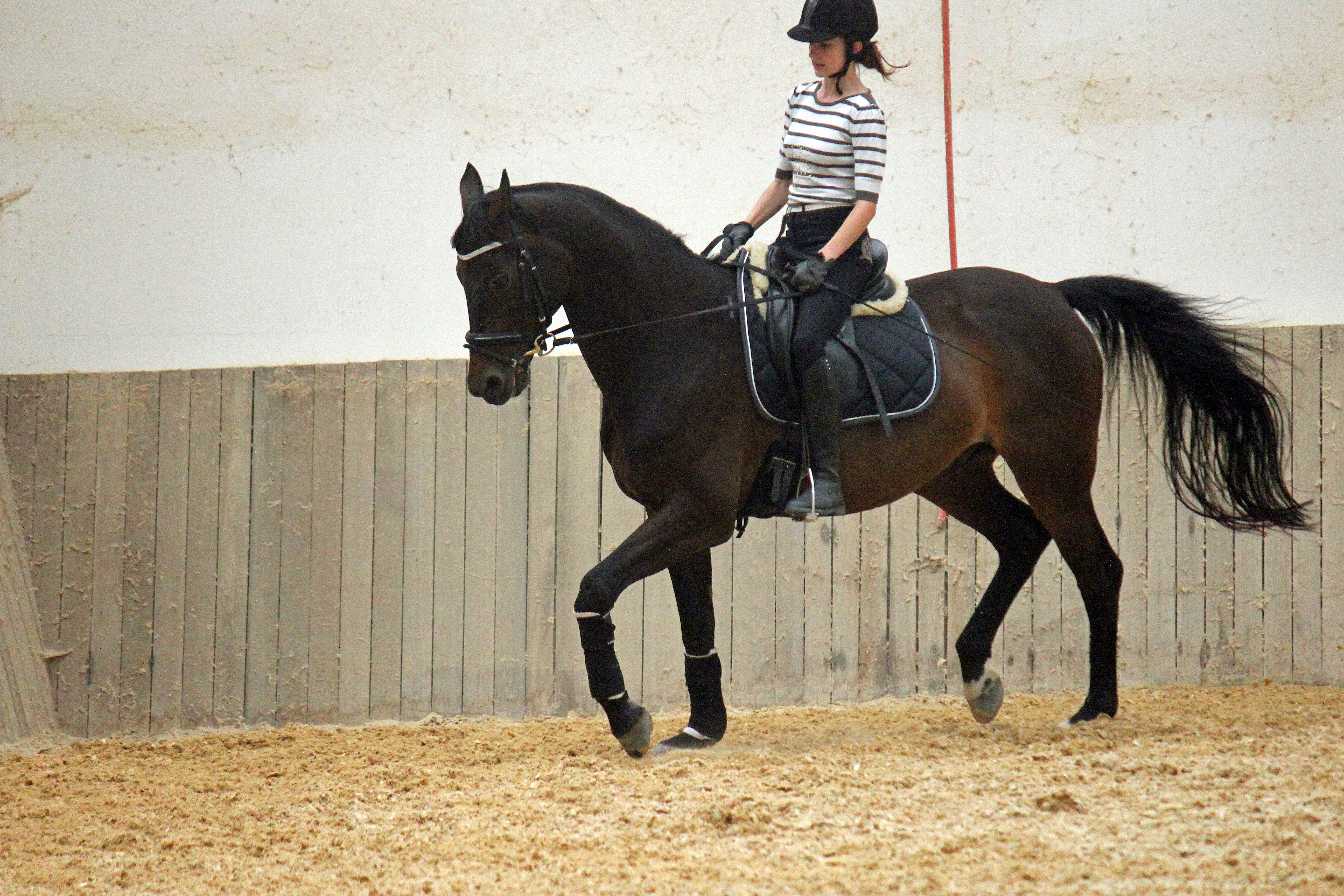
Một con ngựa Trakehner

Ngựa Trakehner là một giống ngựa máu nóng (warmblood) sáng màu có nguồn gốc từ nước Đức, theo lịch sử, giống ngựa ban đầu được phát triển ở một trang trại nhân giống ngựa ở Phổ thuộc bang Đông tại thị trấn Trakehnen mà từ đó các giống có cái tên của nó là Trakehner. Các Trại nhân giống ngựa của nhà nước (Hauptgestüt Trakehnen) được thành lập vào năm 1731 và hoạt động cho đến năm 1944, khi cuộc chiến của Thế chiến II đã dẫn đến sự xâm lấn của Đông Phổ của nước Nga, và thị trấn có chứa các Trại luyện ngựa này được đổi tên thành Yasnaya Polyana. Chúng là một giống ngựa thể thao chất lượng cao và từng giành nhiều giải thưởng trong các cuộc thi đấu cưỡi ngựa biễu diễn quốc tế.

## Lịch sử

### Thời Trung Cổ
Đế chế Phổ cổ xưa và những người vùng Baltic như Lithuania đã được ghi nhận cho những con ngựa khỏe mạnh và kỵ binh trong thời Trung Cổ sớm hơn. Trong cuộc chinh phục của quân Phổ cũ trong thế kỷ thứ 13 với cuộc thập tự chinh ơ Phổ, những kẻ chinh phục hiệp sĩ Têu-tông (Teutonic Knights) đặt tên là ngựa Phổ cổ xưa như một Schwaikenpferd, một con ngựa nguyên thủy nhỏ. Bắt đầu từ thế kỷ thứ 14, các hiệp sĩ đã sử dụng nó để gây giống ngựa quân sự của họ, và con cháu của Schwaikenpferd sau đó đã được sử dụng bởi nông dân Masovian và Ostsiedlung cho công cụ hoạt động kéo xe. Trong thế kỷ thứ 16 và 17, người dân Ducal Phổ, Brandenburg, và Hoàng gia Phổ dùng nhiều loại ngựa từ Ba Lan-Litva, Crimean Tatars, Ottoman Thổ Nhĩ Kỳ, Wallachia, Moldavia và Transylvania, Đế quốc La Mã Thần Thánh (Holy Roman Empire) cho kỵ binh của họ và ngựa đực giống, được lai với các giống động vật địa phương.
Vào năm 1732 vua Frederick William I của Phổ đã sử dụng những con ngựa và nhập khẩu khác để thiết lập các trại nuôi ngựa Trakehnen Stud tại thị trấn Đông Phổ Trakehnen (tại Yasnaya Polyana, Nga). Binh sĩ xóa xổ khu rừng tại sông Pissa giữa Stallupönen và Gumbinnen. Năm 1739 nhà vua đã đưa nó cho vương miện hoàng tử Frederick II của nước Phổ, những người thường xuyên bán những con ngựa giống Stallions để kiếm tiền. Sau khi ông qua đời vào năm 1786 nó trở thành tài sản của nhà nước, được đặt tên Königlich Preußisches Hauptgestüt Trakehnen.
Giữa năm 1817 và 1837, trang trại nhân giống ngựa này thêm vào các giống ngựa ngoại nhập như ngựa Ả Rập, Ngựa Thuần Chủng Thoroughbred, và máu ngựa Thổ Nhĩ Kỳ hoặc ngựa Turkoman để con ngựa của họ. Một ảnh hưởng đặc biệt là từ giống Thoroughbred là sự hoàn hảo, bởi một con ngựa tên Hồng, con ngựa đã giành Derby Epsom và St Leger vào năm 1896, đã được các đực giống của ngựa Trakehner lớn hơn như Tempelhüter, và hầu hết Trakehners hiện đại có thể được truy nguồn từ hai con ngựa giống này. Máu ngựa Ả Rập đã được bổ sung để bù đắp những khiếm khuyết có thể có của Thoroughbred.

### Thời cận đại
Sau này những người nông dân Đông Phổ được khuyến khích mang theo ngựa cái của họ, bởi sau đó nó được biết đến với sức chịu đựng và chất lượng của chúng, để cho ra ngựa giống Trakehnen. Điều này cho phép chuyển đổi nhanh chóng của giống vào cái gọi là tiêu chuẩn remounts quân đội nhiều sau khi tìm kiếm các tố chất cần thiết phục vụ cho yêu cầu như cặp chân phải chắc chắn, thông minh và khỏe mạnh. Vào năm 1918 có 60.000 ngựa mỗi năm được tạo ra để hình thành những con ngựa đực giống ở vùng Đông Phổ.
Năm 1919, Hiệp ước Versailles hạn chế quân đội của Đức đến 100.000 binh lính và rất tập trung của giống ngựa này đã một lần nữa quay sang sản xuất ngựa phù hợp với nhiệm vụ của trang trại. Với mục đích này, những con đực của cấu hình nặng (build) đã được sử dụng, thành công nhất là Ararad, Dampfross, Hyperion, Pythagoras và Tempelhüter. Những con đực giống, trong khi tinh chế, sở hữu nhiều chất và xương rắn chắc, ảnh hưởng của chúng vẫn còn nhìn thấy trên Trakehner hiện đại. Đó là trong những năm 1920 và 1930 mà giống này được công nhận về khả năng hiệu quả của nó trong lĩnh vực thi đấu đưa ngựa cạnh tranh so tài. Trakehners đã giành huy chương vàng và bạc trong hai Olympic, trong đó có sáu huy chương vàng tại Berlin vào năm 1936, và chiến thắng của nó ở Tiệp Khắc nổi tiếng là khó khăn Velká pardubická. Trong năm 1930 đã có hơn 10.000 con nhân giống và 18.000 ngựa cái đăng ký.

### Thế chiến II
Trong những năm 1930 và đầu những năm 1940, Hauptvorwerk Trakehnen và 15 Vorwerke của nó bao phủ 6.033 ha (14.910 acres), trong đó 3.845 ha (9.500 mẫu Anh) là các lĩnh vực, 2427 ha đồng cỏ (6.000 mẫu Anh), 175 ha (430 mẫu Anh) rừng, 73 ha (180 mẫu Anh) vườn và 351 ha (870 mẫu Anh) khác. Ngựa Trakehner đã được sử dụng trong chiến tranh thế giới II, ở giai đoạn cuối, gần như bị phá hủy giống nòi do quân đội Liên Xô tiến từ phương Đông, khiến chuyến bay và trục xuất người Đức trong và sau Thế chiến II.
Các cư dân địa phương và các trại ngựa giống chính đã được phép di tản vào ngày 17 tháng 10 năm 1944. Chuyến đi của họ về phía Tây, được gọi là Der Treck ("The Flight"), gửi những con ngựa trên một cuộc hành trình nguy hiểm trong điều kiện băng giá trên đầm phá Vistula đông lạnh mà không có khẩu phần ăn thích hợp hoặc nơi trú ẩn. Nó được coi là một trong những bài kiểm tra khó khăn nhất mà toàn bộ một giống ngựa đã được gửi đi. Tuy vậy, đoàn người tị nạn đã bị đánh bom trong khi trên băng bởi các lực lượng không quân Liên Xô, vì vậy chỉ một số lượng nhỏ các con ngựa đã làm cho nó an toàn. Khoảng 700 con ngựa còn sống sót đã được chiếm giữ. Những con ngựa bị bỏ lại ở Đông Phổ trở nên quan trọng trong chăn nuôi giống ngựa Nga như ngựa Kirov cũng như Ba Lan như ngựa Mazury (còn được gọi là Masuren) và ngựa Pozan (hoặc Poznan), trong đó phát triển thành các giống ngựa Wielkopolski. 

### Hậu chiến
Sau chiến tranh, giống ngựa này, mà một khi lên đến số hàng chục ngàn đã giảm xuống còn khoảng 600 đầu ngựa nói chung và 50 con ngựa giống ở Tây Đức. Các Trakehner thuần có gốc cuối cùng là Keith, sinh ra ở đó vào năm 1941, đã chết trong tháng 11 năm 1976 tại Gilten ngay trước sinh nhật lần thứ 35 của nó. Vào ngày 23 tháng 10 năm 1947, sách chỉ nuôi ngựa Hội Đông Phổ đã được giải thể và Hiệp hội các nhà nhân giống và bạn bè của giống ngựa máu nóng Warmblood của xứ Trakehner, ngày nay được biết đến như là Trakehner Verband, đã được tạo ra. Trong số những trở ngại lớn nhất tổ chức phải đối mặt là không giống như giống ngựa Đức khác, Trakehner không có tình trạng bảo trợ và không thể phụ thuộc vào nguồn tài trợ của chính phủ. Việc tái lập của giống ban đầu phụ thuộc vào sự quyết tâm của các thành viên và hào phóng của những mạnh thường quân khác.

### Hiện đại
Hôm nay ở Đức giống ngựa này được coi là một trách nhiệm của liên bang, với việc quản trị của nó thuộc cả Trakehner Verband và Trakehner Gesellschaft mbH; xử lý sau này tất cả các hoạt động kinh doanh. Thanh tra ngựa giống Stallion được tổ chức tại neumunster, Đức, mỗi tháng mười và những con ngựa giống tiêu chuẩn phê duyệt được yêu cầu phải hoàn thành bài kiểm tra mở rộng hoạt động, trong đó tỷ lệ về dáng ngựa, tính khí, khả năng nhảy, và phù hợp hơn một khóa học xuyên quốc gia, trước khi được cho phép nuôi một cách đầy đủ. Các con Trakehner được sử dụng như một "nhà máy lọc dầu" của các giống ngựa khác, cho phép truyền giống các Thoroughbred và máu Ả Rập không có những rủi ro thường liên quan đến cá thể lai xa thế hệ đầu tiên. Ngựa giống có ảnh hưởng bao gồm ngựa Abglanz cho ngựa Hanoveria, ngựa Herbststurm có ảnh hưởng đến các Oldenburg, Marco Polo Hà Lan, các con ngựa giống Ibikus và Donauwind cho dòng ngựa máu nóng Đan Mạch, và Polarstern cho dòng máu nóng Thụy Điển.
Trong khi Trakehners phải thi đấu cạnh tranh trong gần như tất cả các môn đua ngựa, chúng được đặc biệt đánh giá cao là gắn kết với việc biểu diễn nhảu dressage, do tính nhạy cảm, thông minh và lối đi khôn khéo tinh thế của chúng. Do cấu trúc cơ thể thanh mảnh nhẹ nhàng, Trakehners có xu hướng làm tốt hơn trong các môn thể thao của eventing hơn hầu hết các giống ngựa máu nóng khác. Giống ngựa này được ghi nhận là tham gia thi đấu tốt ở nhiều nội dung và hạng mục của môn thi đấu cưỡi ngựa biểu diễn và từng giành được nhiều huy chương quốc tế về môn đưa ngựa. Một số con ngựa Trakehners nổi tiếng như:
- Abdullah (1970-2000), trong chương trình đoạt huy chương đội nhảy vàng của Mỹ tại Thế vận hội 1984
- Downlands Cancara (1975-2006), đặc trưng trong quảng cáo truyền hình mang tính biểu tượng Lloyds TSB ở Anh
- Haven II (1992-), trong nhóm đội eventing đồng đoạt huy chương của Mỹ tại Thế vận hội 2004
- Larissa (1989-), 4-sao sự kiện ngựa với nhiều thứ hạng trên cả nước và quốc tế. Cô đã giành đội bạc tại các trò chơi Pan-American vào năm 2003

## Đặc điểm
Các con ngựa Trakehner thường khi đứng thì cao giữa 15,2 và 17 in (62 và 68 inch, 157 và 173 cm). Chúng có thể là mang bất kỳ màu sắc nào với màu vịnh, màu xám, màu hạt dẻ và sắc màu đen là kiểu hình phổ biến nhất, mặc dù loài này cũng bao gồm vài loang nâu và tobiano pinto. Nó được coi là nhẹ nhất và tinh tế nhất của dòng ngựa máu nóng warmbloods, do sổ sách xác nhận cho phép nhập cảnh của Trakehner, cũng như vài lựa chọn cho giống ngựa Thuần Chủng Thoroughbred, ngựa Anglo-Ả Rập, ngựa Shagya và dòng máu của ngựa Ả Rập.
Do thừa hưởng những tính trạng từ tổ tiên Thoroughbred của nó, ngựa Trakehner có bề ngoài tổng thể về mặt cấu trúc cơ thể là hình chữ nhật, với một vai dài dốc, chân sau tốt với bộ vó mạnh mẽ, điểm tiếp xúc ngắn, và một trung dài, mào và cũng thiết lập ở vùng cổ. Đầu của giống ngựa này thường tinh đục, có xu hướng hẹp ở mõm, với cái trán rộng. Nó được biết đến với dáng đi khá nổi của nó - đầy tình nhứt. Các con ngựa Trakehner sở hữu một cái lưng dài vừa mạnh mẽ và chân sau mạnh mẽ cùng bộ vó tuyệt vời. Ngựa Trakehners là một giống ngựa được lai tạo phục vụ cho các hoạt động thể thao và khả năng huấn luyện, chúng có độ bền (stamina) tốt, trong khi một số cá thể có nhiều tinh thần hơn so với những con ngựa giống ngựa máu nóng warmblood khác. Ngựa Trakehner giống thật do độ tinh khiết của dòng máu, làm cho nó có giá trị để nâng cấp về mặt giống đối với các dòng ngựa máu nóng warmbloods khác.